# (39702) 1996 TZ10
(39702) 1996 TZ10 est un astéroïde aréocroiseur découvert en 1996.

## Description
(39702) 1996 TZ10 a été découvert le 9 octobre 1996 à Kushiro (Japon) par Seiji Ueda et Hiroshi Kaneda.

### Caractéristiques orbitales
L'orbite de cet astéroïde est caractérisée par un demi-grand axe de 2,37 ua, un périhélie de 1,63 ua, une excentricité de 0,31 et une inclinaison de 7,05° par rapport à l'écliptique. Du fait de ces caractéristiques, à savoir un demi-grand axe inférieur à 3,2 ua et un périhélie compris entre 1,3 et 1,666 ua, il croise l'orbite de Mars et est classé, selon la JPL Small-Body Database, comme astéroïde aréocroiseur (aréo venant de Arès).

### Caractéristiques physiques
(39702) 1996 TZ10 a une magnitude absolue (H) de 15,3 et un albédo estimé à 0,263.